# Gertrude B. Elion
Gertrude Belle Elion, född 23 januari 1918 i New York, död 21 februari 1999 i Chapel Hill, North Carolina, var en amerikansk biokemist och farmakolog. År 1988 mottog hon Nobelpriset i fysiologi eller medicin. Under sitt liv hann hon framställa många mediciner för behandling av bland annat leukemi, malaria, AIDS, gikt, avstötning av transplanterade organ och herpes simplex som hon och hennes medarbetare George H. Hitchings utvecklade tillsammans.

## Biografi
Gertrude B. Elion växte upp som barn till invandrarföräldrar i New York; fadern var tandläkare. När en nära släkting dog i cancer blev hon motiverad att göra något som skulle kunna leda till ett botemedel mot cancer. Då hon kom in på Hunter College 1933, valde hon därför naturvetenskap och framför allt kemi som huvudämnen. 
Under den stora depressionen var det inte möjligt för Gertrude B. Elion att läsa vidare. Av en slump fick hon dock möjligheten att arbeta som laboratorieassistent. År 1939 började hon läsa vid New York University där hon tog en masterexamen i kemi 1941.  
Vid andra världskrigets början var det brist på kemister i industrilaboratorierna och hon fick arbete i ett laboratorium på ett större livsmedelsföretag där hon utförde analytisk kvalitetskontroll. Efter en kort tid på ett annat laboratorium blev hon assistent till George H. Hitchings på läkemedelsföretaget Burroughs-Wellcome, som senare kom att bli Glaxo Smith Kline. Under denna tid breddade hon sitt område från enbart organisk kemi till biokemi, farmakologi, immunologi, och så småningom virologi. Under denna tid var hon ivrig att ta sin doktorsexamen och började därför ta kvällslektioner vid Brooklyn Polytechnic Institute. Efter några år var hon tvungen att välja mellan att studera heltid på dagtid eller fortsätta att arbeta. Hon valde då arbetet framför målet att ta en doktorsexamen.
Hon gifte sig aldrig men hon förlovade sig en gång med en man vid namn Leonard Canter. Tragiskt nog dog han av en bakterieinfektion i hjärtat några år innan penicillinet hade börjat användas. Elion sade att om hon hade gift sig och fått barn så skulle hon inte fått något arbete eftersom kvinnor med unga barn inte uppmuntrades att arbeta.

## Utmärkelser
Elion belönades 1988 med Nobelpriset i fysiologi eller medicin tillsammans med George H. Hitchings, för de sex läkemedel som de upptäckte:
- merkaptopurin, första behandlingen mot leukemi.
- azatioprin, första immunosuppressiva läkemedlet används vid organtransplantation.
- allopurinol, används vid gikt.
- pyrimetamin, mot malaria.
- trimetoprim, används mot meningit, blodförgiftning, och nedre urinvägsinfektion.
- aciklovir, mot munherpes.

Bortsett från nobelpriset år 1988 och att hon blivit utnämnd till hedersdoktor tjugo gånger har Elion blivit tilldelad:
- The Garvan Medal från The American Chemical Society (1968)

- The Sloan- Kettering Institute Judd Award (1983)

- The American Chemical Society Distinguished Chemist Award (1985)

- The American Association of Cancer Research Cain Award (1985)

- Academy of Achievement (1989)

- The American Cancer Society Medal of Honor (1990)

- National Women's Hall of Fame 1991 och The National Medal of Science (1991)

Ellion var också medlem i The National Academy of Science, The American Academy of Pharmaceutical Sciencemen, The American Chemical Society, och The American Association of Cancer Research, där hon även var president under åren 1983 – 1984.
Gertrude hann även tjänstgöra för styrelsen National Cancer Institute, the American Cancer Society, och the Multiple Sclerosis Society. År 1991 blev hon den första kvinnan att bli uttagen till the National Inventors Hall of Fame.

## Böcker
Purine and Pyrimidine Metabolism in Man (1992, G. Belle Elion och R. Angus Harkness)